# Paralacydes scapulosa
Paralacydes scapulosa là một loài bướm đêm thuộc phân họ Arctiinae, họ Erebidae.